# 安里進
安里 進（あさと すすむ、1947年 - ）は、沖縄県出身の考古学者・歴史学者。専攻は考古学・琉球史。沖縄県立芸術大学名誉教授。

## 経歴
沖縄県那覇市首里に生まれる。琉球大学法文学部史学科を卒業し、民間企業に勤める。のち、大阪府教育委員会で埋蔵文化財の調査に従事。高良倉吉(歴史学者)らの誘いで、浦添市に転じ、浦添市美術館の創設に従事。
浦添市教育委員会文化部長。また浦添ようどれの発掘調査に従事。沖縄県立芸術大学教授などを経て、2013年より沖縄県立博物館・美術館館長（〜2016年）。

## 著書
- 『沖縄人はどこから来たか―琉球・沖縄人の起源と成立』（共著、ボーダーインク刊）
- 『琉球の王権とグスク』（山川出版社）など。